# Cabana (Pallasca)

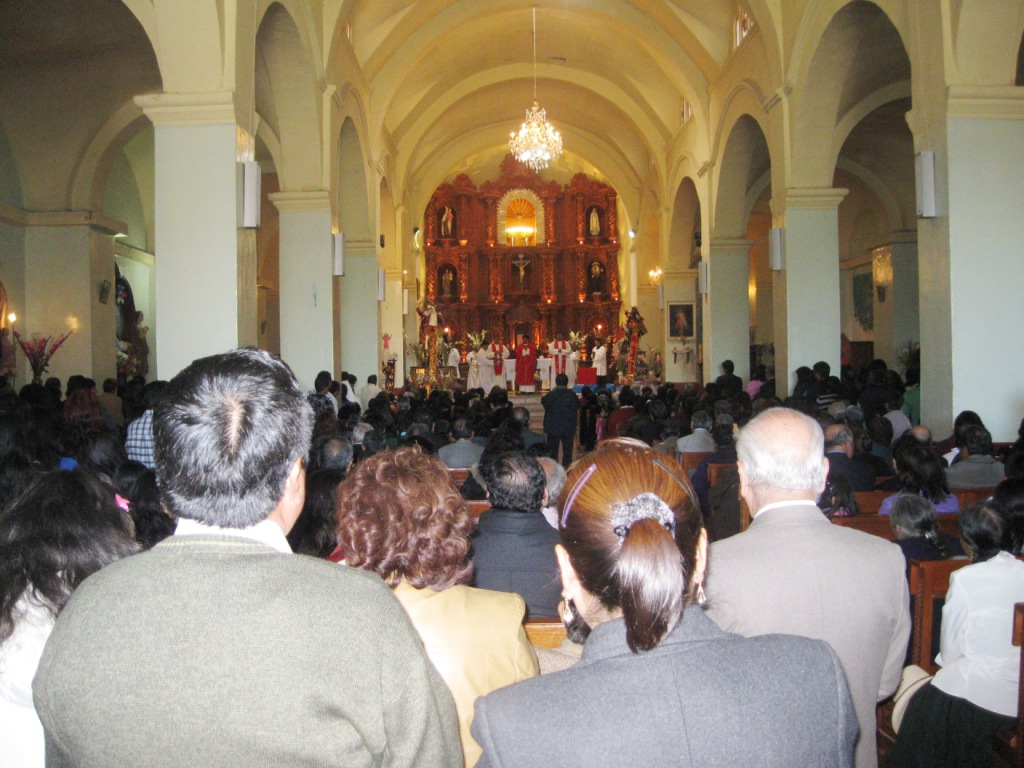
Interior de la Iglesia de Cabana

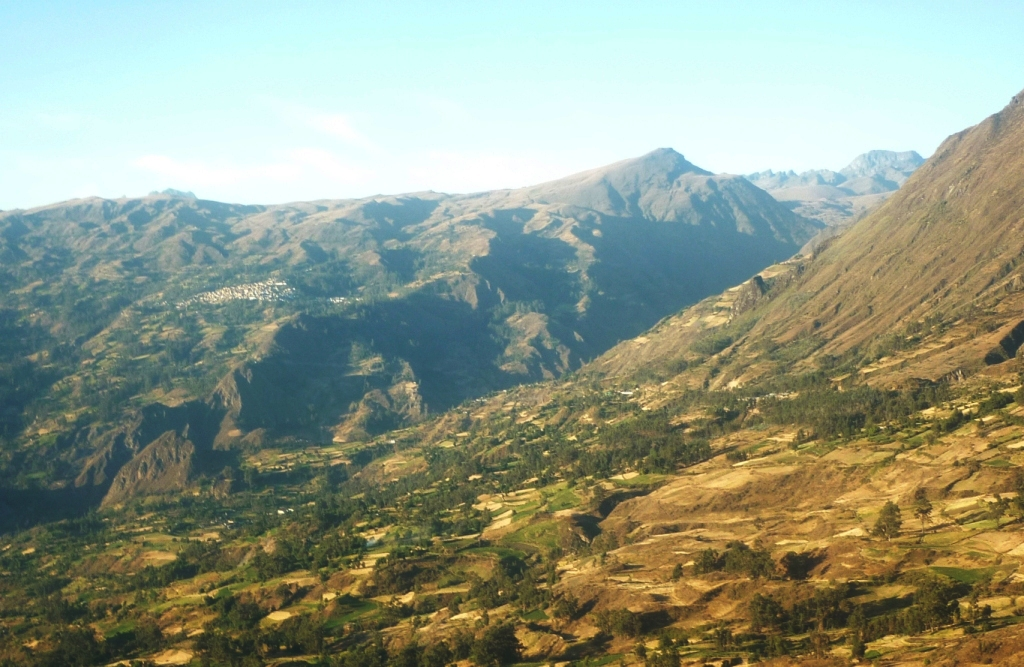
Cabana: Vista desde el distrito de Tauca en un atardecer

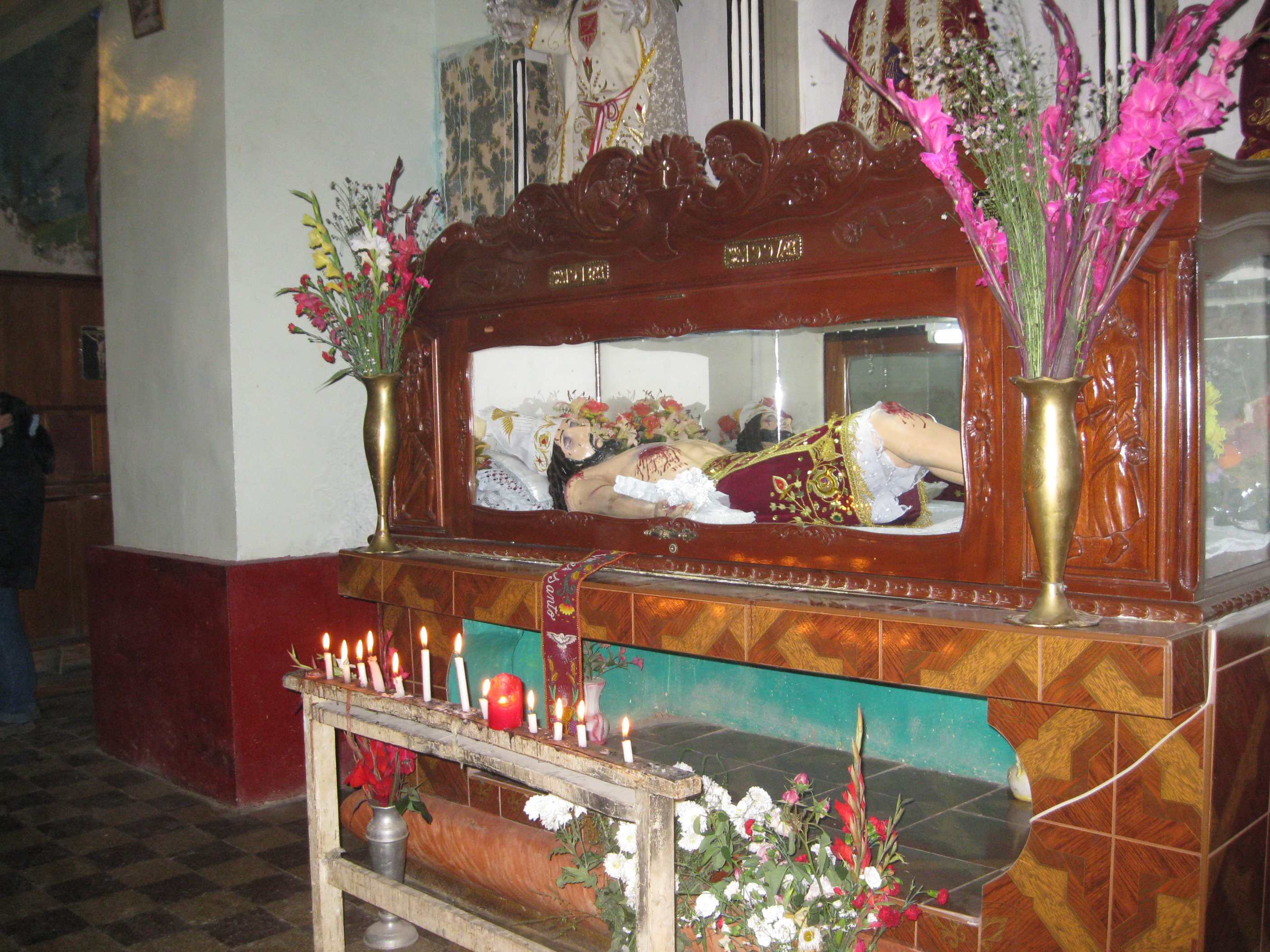
Señor de Viernes Santo, Cabana

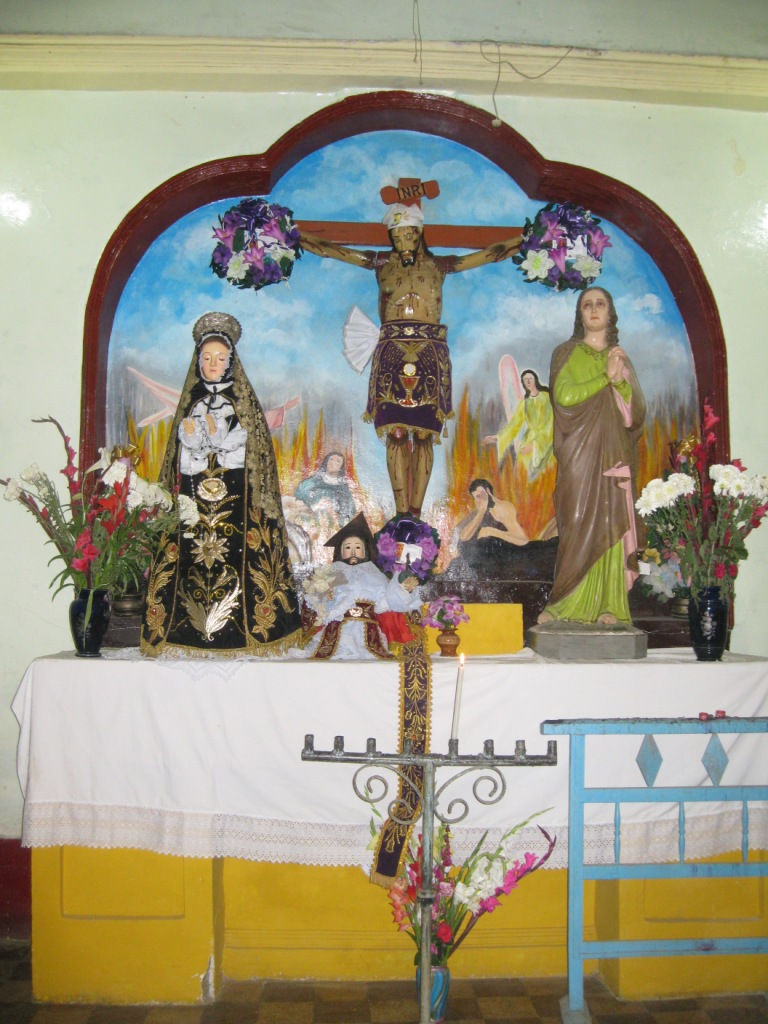
Señor de Jueves Santo, Cabana

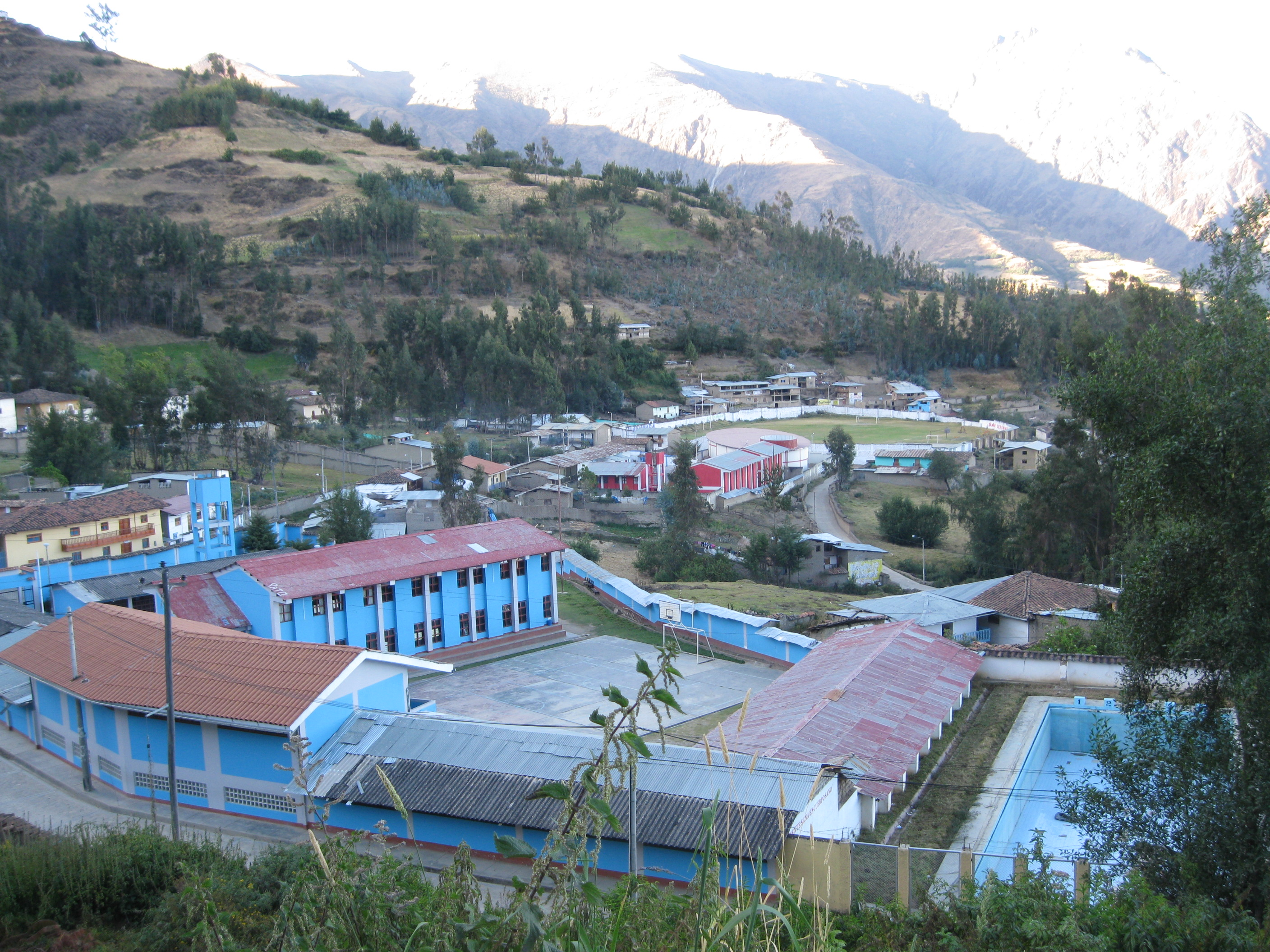
Cabana: Vista de los centros educativos de educación primaria y secundaria

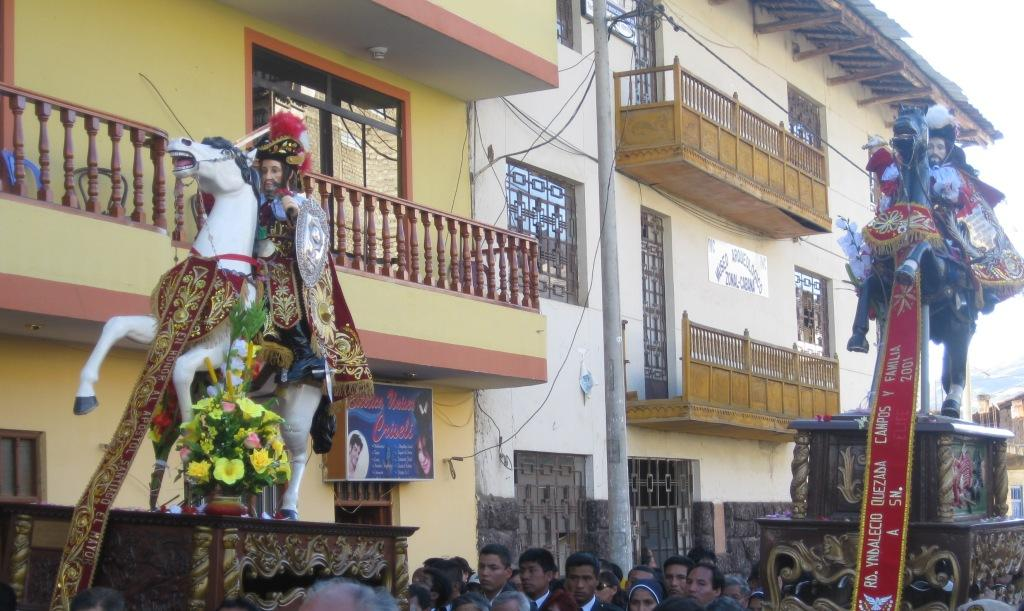
Procesión del Apóstol Santiago el Mayor, Patrón de Cabana y San Felípe

Cabana es una ciudad situada en el distrito homónimo, en Perú. Según el censo de 2017, tiene una población de 1858 habitantes.
Fundada como Santiago de Cabana en 1711, es la capital de la provincia de Pallasca, ubicada en la zona norte del departamento de Ancash.
El 30 de octubre de 1901 ostentaba el título de Villa y Capital de la Provincia de Pallasca, situación que cambió en el año 1914, al otorgársele el título de Ciudad Capital.
La zona urbana de la ciudad de Cabana cuenta con más de treinta manzanas, dividida en cuatros barrios: Huayumaca, Pacchamaca, Trujillo y San Jerónimo. En las cercanías de la ciudad de Cabana se encuentran los caseríos y anexos de San Martín, San Pedro, La Florida, Huambo y Aija.

## Toponimia
Antiguamente se conocía con el nombre de “Caguana” o alguna fonética parecida, palabra cully que quiere decir “reparar” o “contemplar”. Esto coincide con la primera leyenda del pueblo.
A medida que los españoles ocuparon la región, les fue difícil pronunciar la palabra con la fonética original, por lo cual la cambiaron a Cabana. Así consta actualmente en los libros de la Parroquia Santiago Apóstol.
Algunas personas que conservaron la tradición oral de Cabana refirieron que la última persona que hablaba cully murió en 1925. Actualmente quedan muchos nombres de lugares que conservan alguna fonética de la lengua cully, que se caracterizan por la combinación "sh", por ejemplo: Shindol, Sháñuque, Shinga, etc.

## Historia

### Época colonial
En 1711 formó el pueblo de Caguana con la Parroquia Santiago de Caguana y Huandoval.
El primer párroco fue Juan José Torrejón Velasco, licenciado vicario, comisionado de la Santa Cruzada para la provincia de Conchucos. En ese tiempo las ceremonias religiosas estaban divididas en cuatro clases: indios, forasteros, españoles y mestizos. En dicha parroquia se han suicidado varios párrocos.

### Independencia y república
Cabana fue creada por Reglamento Provisional el 12 de febrero de 1821 y comprendía entonces la extensa provincia de Conchucos.
Mediante Ley del 2 de diciembre de 1856, Cabana fue elevada al grado de distrito, un año después esta ley fue sancionada por el presidente provisorio don Ramón Castilla.
En 1861 la provincia de los Conchucos se dividió en dos provincias: Pallasca y Pomabamba, la primera con su capital Corongo y la segunda con su capital Pomabamba.
El 30 de octubre de 1901, Cabana fue elevada por Ley al rango de Capital de la provincia de Pallasca, esta Ley también le dio el título de “Villa” y el 18 de noviembre de 1914 obtuvo el rango de Ciudad según la Ley N.º 2631, a propuesta del Presbítero Teodoro  Teodoro Meléndez Gonzales (diputado: 1889-1891) y concretada por Don Fausto Valdeavellano (diputado: 1901-1906).
El 26 de enero de 1943, por Ley N.º 9821 la provincia de Pallasca se dividió en dos provincias: Pallasca con su capital Cabana y Corongo con su capital Corongo. Esta ley rige hasta la actualidad.
Cabana con su impresionante cielo azul, posee un clima variado todo el año, gran riqueza en flora y fauna y la gente es muy hospitalaria.

## Clima
| Parámetros climáticos promedio de Cabana | Parámetros climáticos promedio de Cabana | Parámetros climáticos promedio de Cabana | Parámetros climáticos promedio de Cabana | Parámetros climáticos promedio de Cabana | Parámetros climáticos promedio de Cabana | Parámetros climáticos promedio de Cabana | Parámetros climáticos promedio de Cabana | Parámetros climáticos promedio de Cabana | Parámetros climáticos promedio de Cabana | Parámetros climáticos promedio de Cabana | Parámetros climáticos promedio de Cabana | Parámetros climáticos promedio de Cabana | Parámetros climáticos promedio de Cabana |
| Mes                                      | Ene.                                     | Feb.                                     | Mar.                                     | Abr.                                     | May.                                     | Jun.                                     | Jul.                                     | Ago.                                     | Sep.                                     | Oct.                                     | Nov.                                     | Dic.                                     | Anual                                    |
| ---------------------------------------- | ---------------------------------------- | ---------------------------------------- | ---------------------------------------- | ---------------------------------------- | ---------------------------------------- | ---------------------------------------- | ---------------------------------------- | ---------------------------------------- | ---------------------------------------- | ---------------------------------------- | ---------------------------------------- | ---------------------------------------- | ---------------------------------------- |
| Temp. máx. media (°C)                    | 19.3                                     | 18.8                                     | 19                                       | 19                                       | 19                                       | 19.8                                     | 20.1                                     | 19.9                                     | 20.1                                     | 19.7                                     | 19.8                                     | 20                                       | 19.5                                     |
| Temp. media (°C)                         | 12.7                                     | 12.5                                     | 12.5                                     | 12.2                                     | 11.2                                     | 10.6                                     | 10.6                                     | 10.6                                     | 11.5                                     | 12                                       | 12.2                                     | 12.5                                     | 11.8                                     |
| Temp. mín. media (°C)                    | 6.2                                      | 6.3                                      | 6.1                                      | 5.4                                      | 3.5                                      | 1.5                                      | 1.2                                      | 1.4                                      | 3                                        | 4.4                                      | 4.7                                      | 5.1                                      | 4.1                                      |
| Fuente: climate-data.org                 |                                          |                                          |                                          |                                          |                                          |                                          |                                          |                                          |                                          |                                          |                                          |                                          |                                          |

## Patrimonio

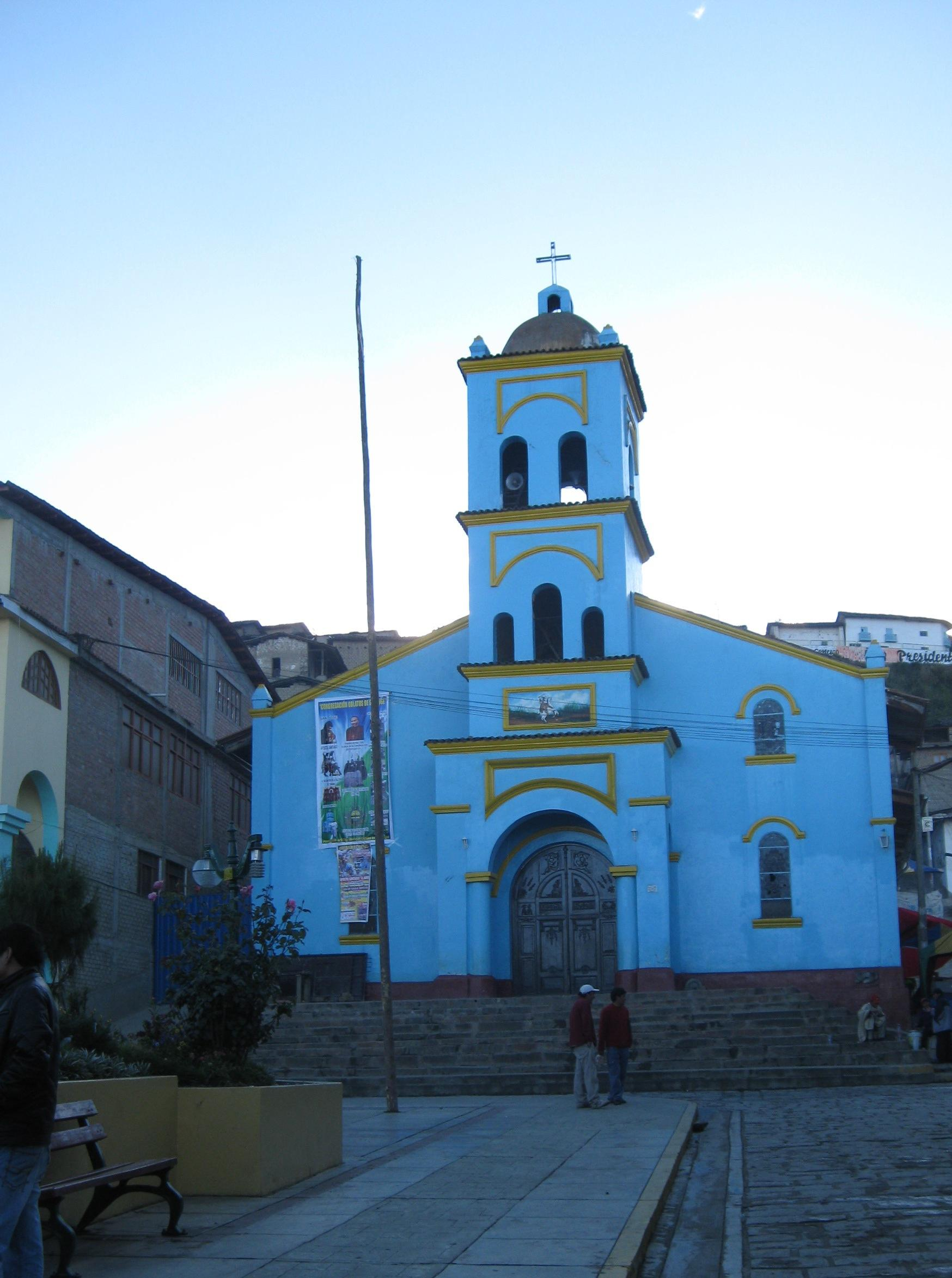
Iglesia de Santiago Apóstol

### Patrimonio cultural

#### Festividades
- Semana Santa. La Semana Santa se celebra en Cabana durante toda una semana.

Domingo de Ramos: Se celebra la procesión de Jesús montado en un burro representado la entrada de Jesús a Jerusalén.
Lunes y Martes Santo: Misa y celebraciones religiosas.
Miércoles Santo: Misa y procesión de Jesús y la Virgen María representando el encuentro de estos dos personajes religiosos cuando Jesús era trasladado al lugar de su crucifixión.
Jueves Santo: Misa y lavado de pies a los hermanos de la Hermandad de Jueves Santo. Procesión calle grande de la imagen de Jesús Crucuficado.
Viernes Santo: Muerte de Jesús. A las tres de la tarde se realiza la fijada de Jesús en la cruz, luego a las 8 de la noche se realiza el descendimiento, poniendo la imagen en una urna para esta ocasión. Luego procesión por las calles de Cabana de la urna con Jesús. La procesión puede regresar ala iglesia a la 1 2 de la mañana del día siguiente.
Sábado Santo: Misa y procesión de Jesús resucitado.
Domingo de Gloria: Jesús está vivo. Misa.
- Fiesta patronal en honor al Apóstol Santiago El Mayor. Desde el 16 de julio hasta el 25 de julio, miles de Cabanistas y visitantes de todo el mundo llegan hasta Cabana para disfrutar y participar de la fiesta en Honor al Apóstol Santiago el Mayor.

Durante dos semanas, los cabanistas y visitantes derraman alegría y euforia al compás de diferentes bandas de músicos, discotecas, fuegos artificiales, cerveza, licores, etc. Visitantes que vienen por primera vez quedan fascinados y prometen regresar.
- Aniversario de Cabana. El 30 de octubre se celebra el aniversario de Cabana como capital de la provincia de Pallasca. Diferentes actividades culturales y deportivas se celebra en esta fecha.

- La virgen de Llactabamba. En noviembre se celebra la traída y llevada de la Virgen de Llactabamba, desde su iglesia en el paraje de Llactabamba hasta Cabana y viceversa.

A cabana se lleva acompañado de diversa vestimenta de diablos, por la noche se le hace su misa.
Cada día hay un devoto; al ir a la casa del devoto agasajan a la gente con dulces ya sea rosquita, pan, biscocho, naranja, plátano y caramelo y así sigue hasta que lo regresan a la Virgen de Llactabamba. También con su vestimenta de diablos, la gente lo acompaña al ritmo de los cajeros o banda.
- Navidad. Al igual que en Semana Santa y las fiestas patronales, miles de cabanistas llegan hasta Cabana para reunirse con sus familiares y celebrar juntos el nacimiento de Jesús alrededor de los nacimientos, típicas creaciones cabanistas.

#### Bailes típicos
Representan acontecimientos pasados como tributo a las creencias, deseos y reflexiones de un pueblo, diríamos que las danzas actualizan la historia de un lugar y sus habitantes. En el mundo andino las danzas se conservan desde siglos antiguos. En Cabana se rinde homenaje al Santo Patrón Apóstol Santiago con coloridas danzas, entre ellas tenemos: La Mojiganga, Los Blanquillos y las Kiyayas; cada una con componentes variados entre coreografía, vestuario, canciones, música e interpretación.
- La Mojiganga. Palabra que en castellano significa jocoso - gracioso, esta estampa fue implantada por los españoles, representan la situación social del pueblo, muestra personajes de diversos estratos sociales.

La mojiganga se puede apreciar en dos momentos en la fiesta patronal, que se celebra todos los años en el mes de julio, (1) muy temprano cuando recorren las principales calles de la ciudad invitando al público en general al paseo de res (torete) que se entregará por la tarde a uno de los devotos (mayordomos) de la fiesta, y (2) por la tarde cuando entregan el paseo de res (torete) y danzan al compás de los cajeros o roncadoras.
Los personajes que se representan son: el patrón y la patrona que son la gente dinerada y los que mandaban en el lugar; el pastor y la pastora representan a los mestizos o la gente del campo y el vilche es el personaje intermedio, expresa el poder de dominio sobre los vacunos.
La vestimenta de los patrones es muy lujosa. El varón viste de terno, sombrero y lleva un bastón, la dama luce vestido, velo, cartera y zapatos de taco.
Los pastores visten un atuendo elegante, adecuado para la fiesta. La dama luce una pollera bordada, blusa, ojotas y sombrero de paja y, el pastor viste pantalón de bayeta, camisa, poncho de lana, alforja, sombrero de paja y un lleva látigo en la mano.
El vilche lleva un traje bordado con finos hilos dorados o plateados, una corona de plumas de colores con espejos y, en la espalda lleva una enjalma recordatoria que es de tela pintada o de pana bordada con hilos de pan de oro y presenta variados motivos, también lleva en el cuello una moñera (adorno de cinta) y en la cintura una pechera bordada o pintada que posteriormente se colocarán a la res (torete).
Todos lucen mascarillas o rostros especiales.
- Los Blanquillos. Grupos de guerreros que nacieron de la reacción contra la dominación española, al igual que los “huancas” y los “shacshas”. Los blanquillos, recorrieron muchos lugares de la Cultura Conchucos, donde estaban establecidos los españoles para darles muerte.

Los grupos de guerreros estuvieron formados por pobladores pashas, españoles y mestizos. Por las madrugadas salían a disputarse la Plaza de Armas de la ciudad, es por eso que este baile presenta la lucha por el poder de aquellos años.Por aquellos días, “los pashas” hablaban en lengua “cully” y adoraban al dios “Catequilla”.
Esta estampa costumbrista la apreciamos el 24 y 25 de julio de todos los años. Los blanquillos danzan por las principales calles de la ciudad acompañando a la procesión del “Apóstol Santiago El Mayor y El Menor”. El grupo formado por 10 o 12 personas, lucen una vestimenta elegante confeccionada de tela de pana, con adornos de hilos de pan de oro (al estilo español), llevan una mascarilla o rostro, una corona de plumas de colores y un pañuelo de colores. En su recorrido, tienen el peculiar estilo de bailar delante de una persona y colocarle el pañuelo (en el hombro), quien le retribuye esta singular distinción con dinero, dulces o gaseosas
- Las Kiyayas. Proviene de la palabra cully que quiere decir “mujeres consagradas”, estaban destinadas a rendir culto al “Dios Catequilla” y a otros dioses (sol, luna, rayo y al arco iris). Siempre estaban alrededor de los sacerdotes y del jefe de la alta jerarquía de los Pashas. Con la llegada de los españoles, esta práctica trataron de exterminarla con sus decretos y leyes dictadas contra los cultos, costumbres y lenguas.

Las kiyayas sobrevivieron de estos abusos pero como estampa folclórica, siempre cumplían las disposiciones de un mandamás para rendir homenaje a un personaje o participar de actividades religiosas. Al igual que los “blanquillos”, las “kiyayas” se presentan en homenaje al Apóstol Santiago. Visten una falda negra con abertura al costado, adornada con hilos de pan de oro y grecas doradas o plateadas, debajo de la falda llevaban varios fustanes blancos adornados con tejidos especiales y con motivos de la cultura Pashas, una blusa blanca con mangas anchas y voluminosas, en la cabeza lleva una corona de vistosas flores y va cubierta con un tul banco, los zapatos generalmente son de cuero liviano. Todas van ataviadas de joyas de plata. En su recorrido las kiyayas entonan cánticos de alabanza al patrón tutelar de la ciudad y bailan en grupo al compás de las roncadoras o cajeros.
- El Toro de Trapo. Danza costumbrista en homenaje a la Virgen de Llactabamba. Acompañan a la “mamita” en la subida a Cabana y en el retorno a su templo todos los años en el mes de noviembre. El toro de trapo está confeccionado sobre una armazón de madera, forrado con una tela blanca y un pañuelon negro en su lomo es cargado por un hábil voluntario que baila alegremente alrededor de la Virgen y divierte a los niños con simuladas cornadas.

### Patrimonio histórico
Cabana tiene varios monumentos arqueológicos, siendo el más conocido "El Caserón" de Pashas. Un magnífico monumento arqueológico que se encuentra a una milla de Cabana y que representa la cultura de los Pashas, antiguos pobladores de Cabana.
También encontramos restos arqueológicos en Mashgonga.
Cabana posee un moderno museo arqueológico.
En Cabana se puede realizar deportes de aventura.

## Cabanistas destacados
- Alejandro Toledo Manrique. Fue el presidente de la República del Perú en el período 2001-2006, nació en el pueblo de Ferrer, perteneciente al distrito de Bolognesi, pero figura como cabanista ya que fue registrado en la municipalidad de Cabana.

## Galería fotográfica

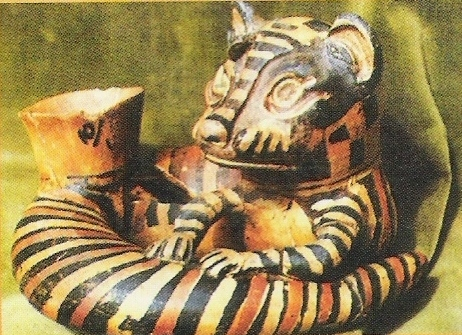
Cerámica de la cultura Pashas
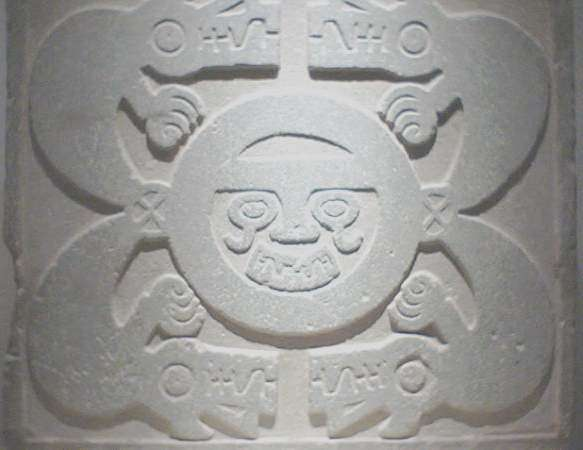
Piedra tallada de la cultura Pashas, Cabana, Región Ancash - Perú. Sol rodeado de cuatro animales fabulosos, actualmente en la pared de la iglesia
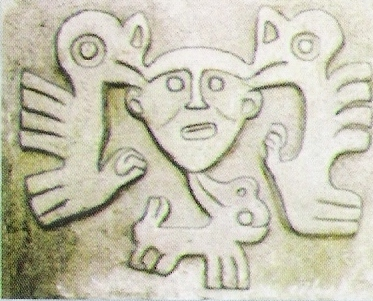
Piedra tallada de la cultura Pashas, Cabana, Región Ancash - Perú
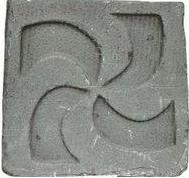
Piedra tallada de la cultura Pashas, Cabana, Región Ancash - Perú
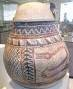
Cerámica la cultura Pashas, Cabana, Región Ancash - Perú
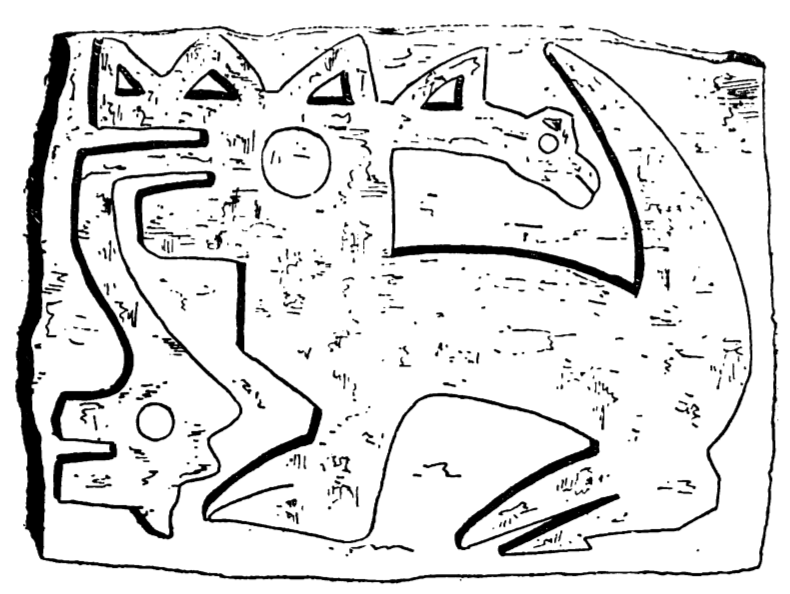
Bajorrelieve encontrado en Cabana, región Ancash, Perú, cultura Pashas, según grabado en publicación de Charles Wiener, 1880, representando cuadrúpedo con lengua y crin terminadas en serpientes
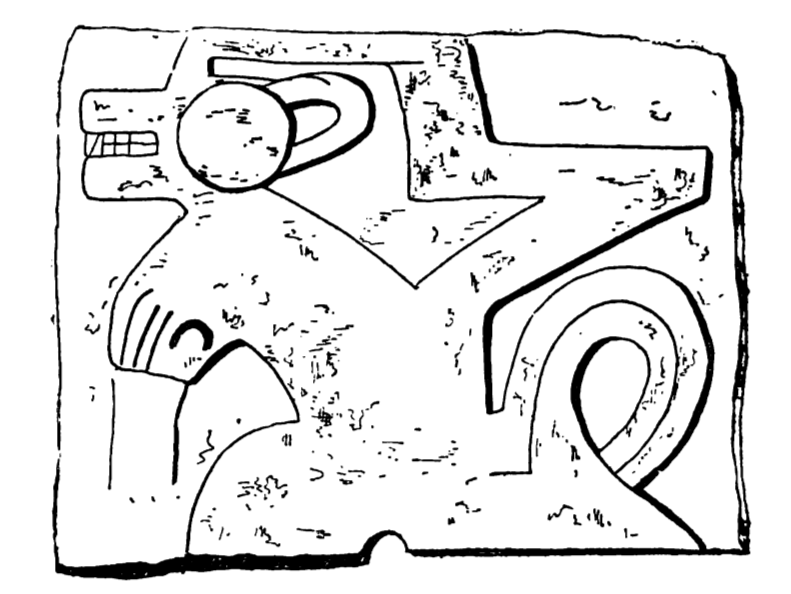
Bajorrelieve encontrado en Cabana, región Ancash, Perú, cultura Pashas, según grabado en publicación de Charles Wiener, 1880, representando quizás a alcocc sentado, animal fabuloso parecido a un perro
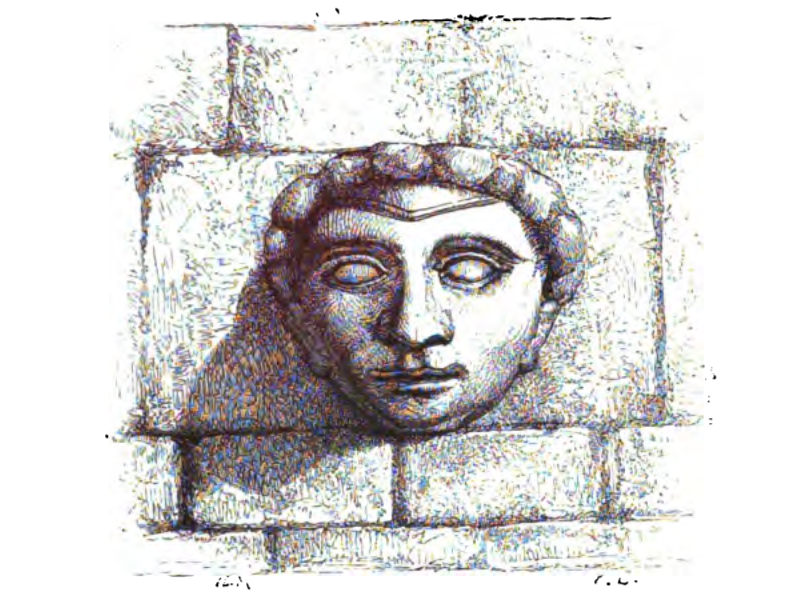
Cabeza en granito originalmente cultura Pashas, según grabado en publicación de Charles Wiener, 1880, originalmente en Cabana
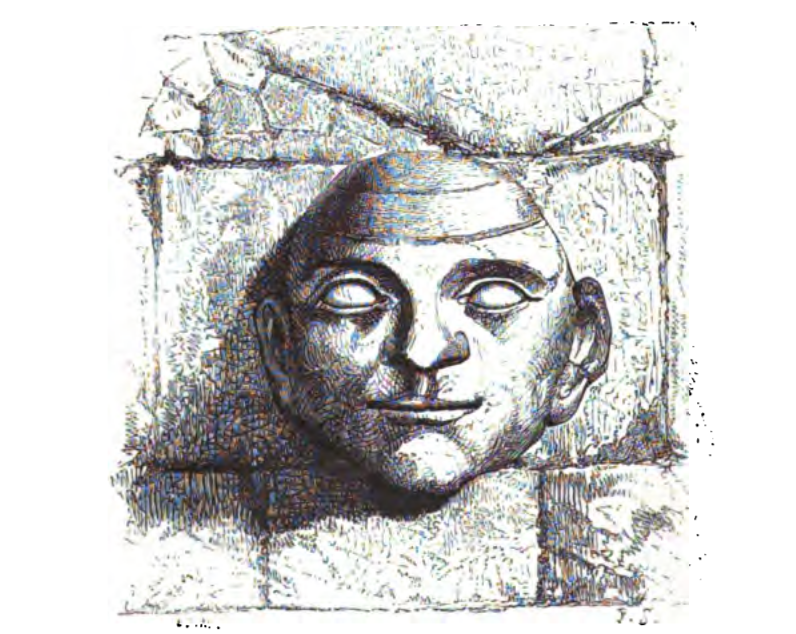
Cabeza en granito originalmente cultura Pashas, según grabado en publicación de Charles Wiener, 1880, originalmente en Cabana
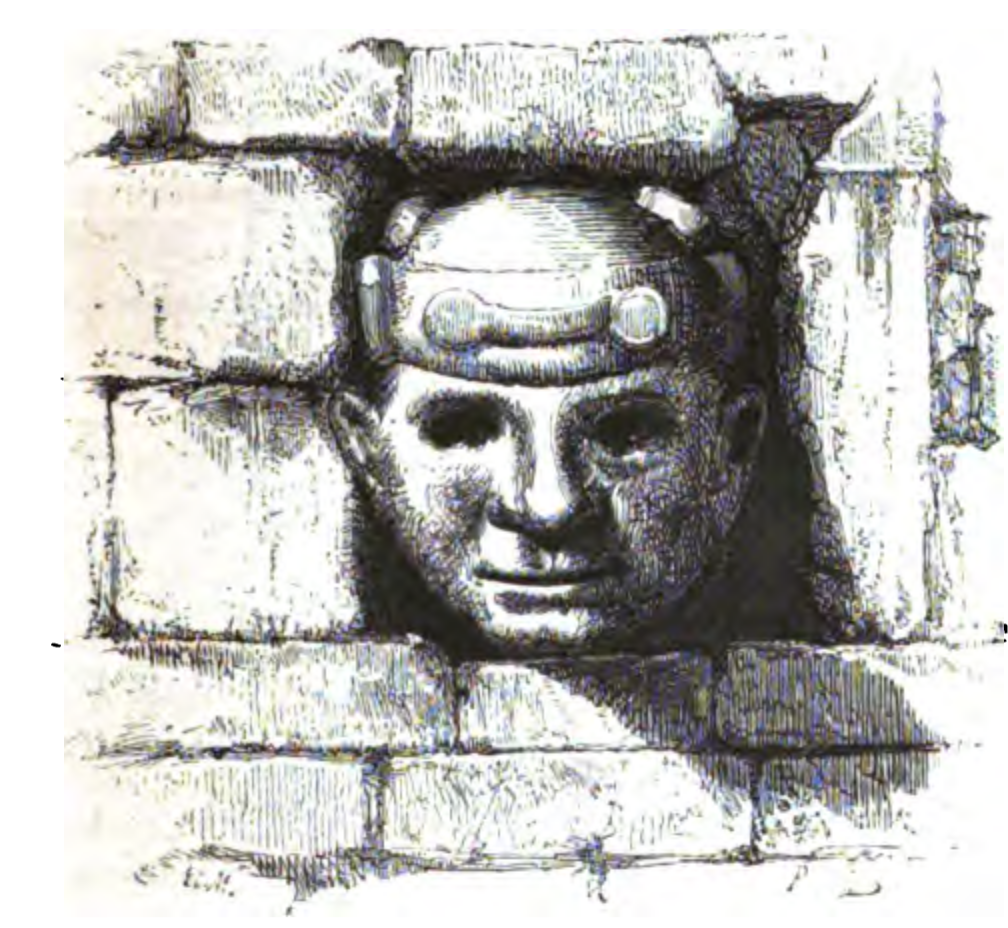
Cabeza en granito originalmente cultura Pashas, según grabado en publicación de Charles Wiener, 1880, originalmente en Cabana
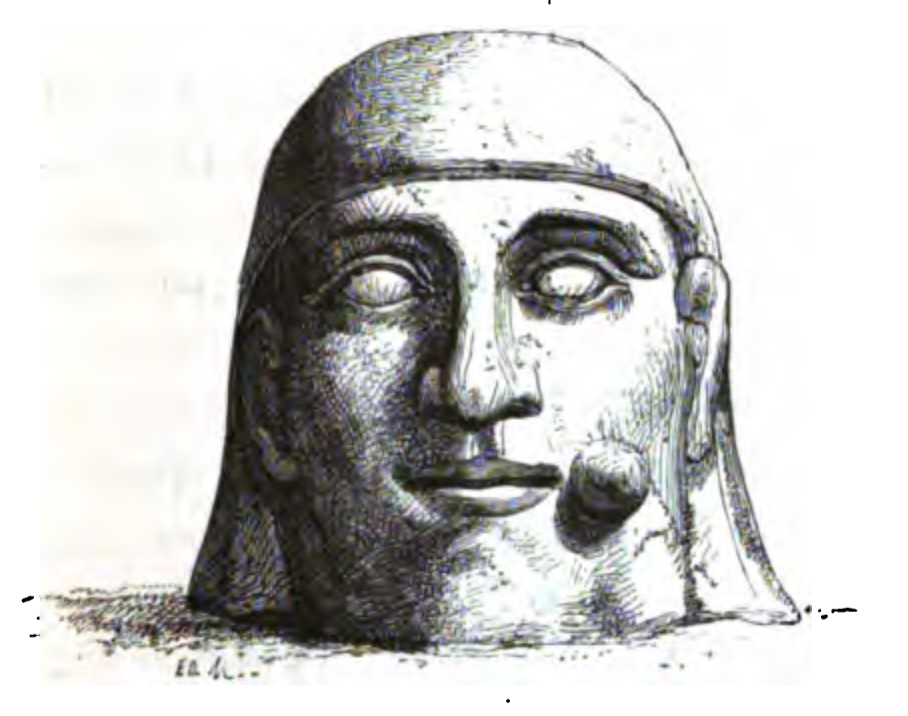
Cabeza en granito mascando bola de hojas de coca, según grabado en publicación de Charles Wiener, 1880
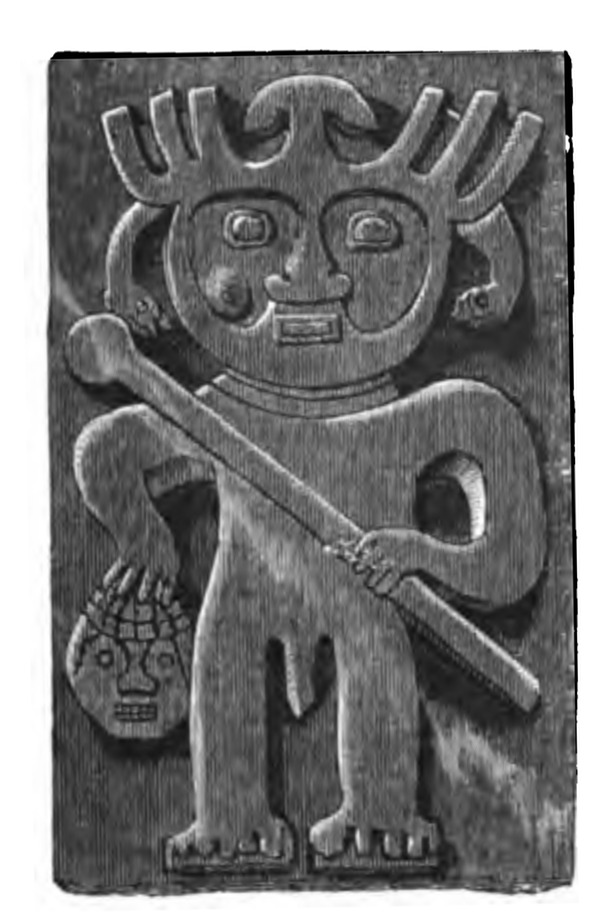
Bajorrelieve guerrero Pashas, según grabado en publicación de Charles Wiener, 1880
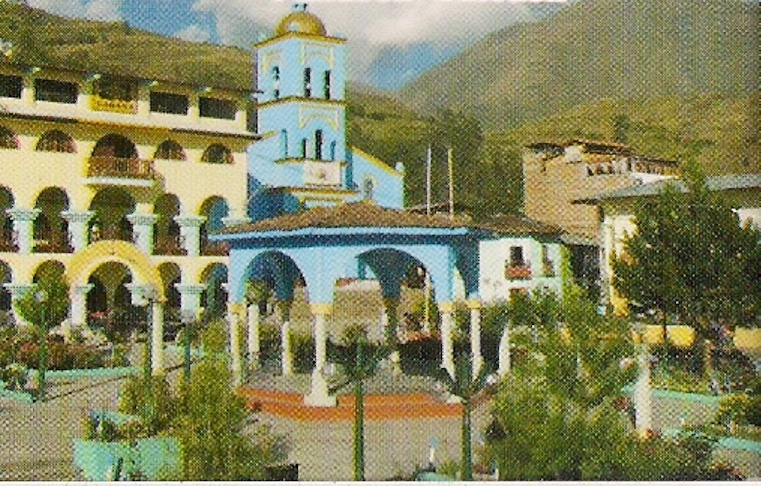
Plaza de armas actual, Cabana, Región Ancash - Perú
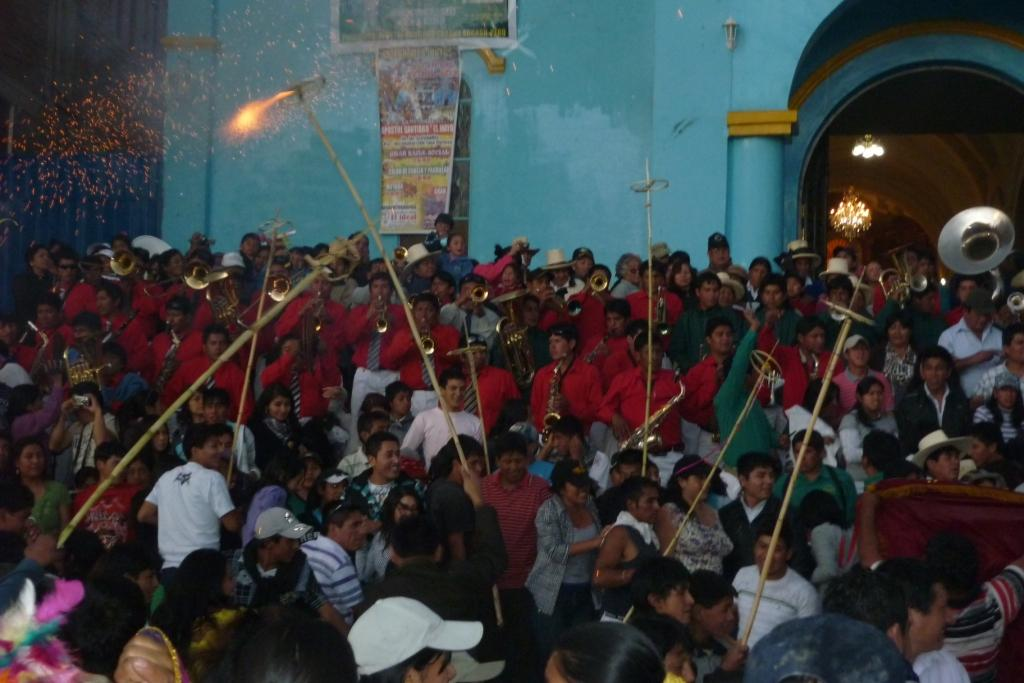
Fiesta en honor al Apóstol Santiago
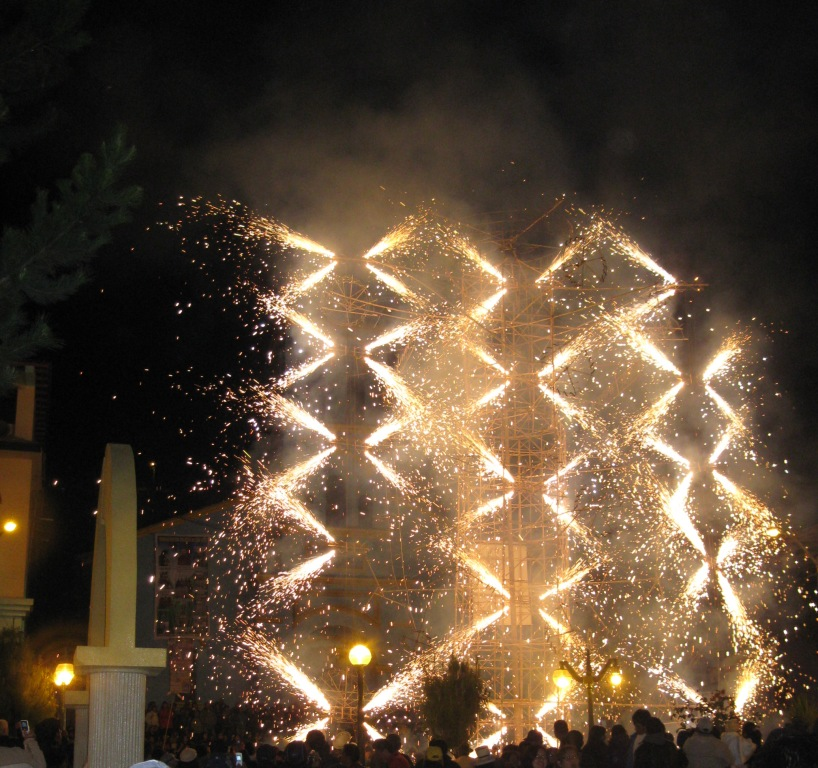
Fuegos artificiales - Fiesta en honor al Apóstol Santiago - quema de castillos
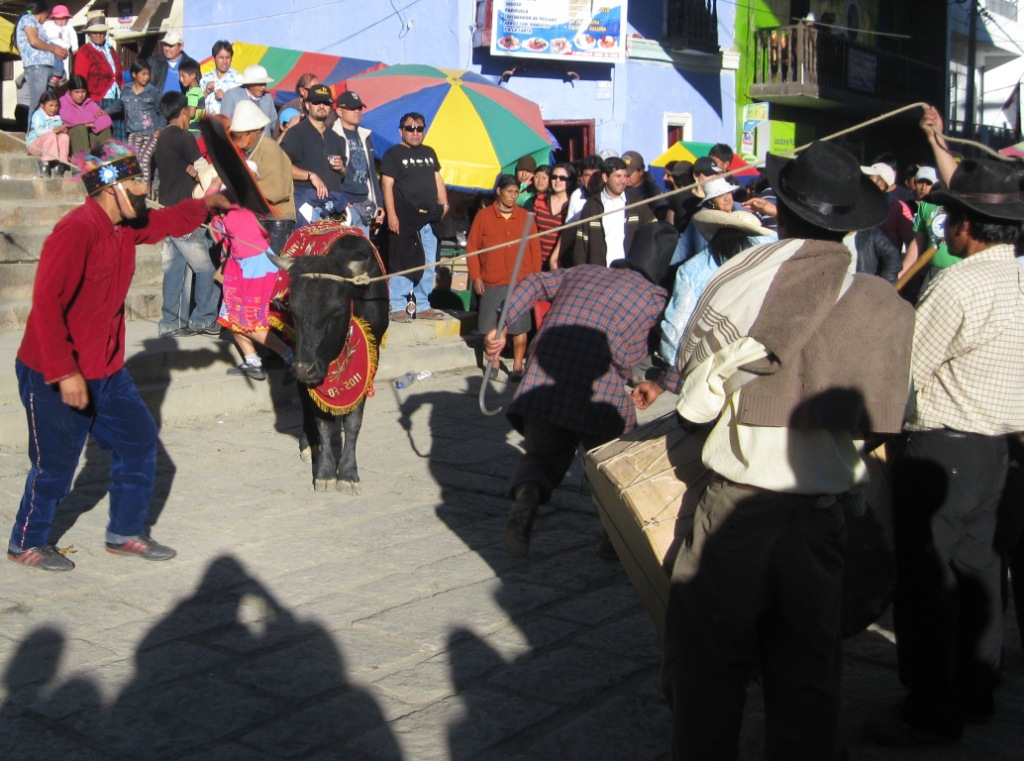
Paseo de res, amenizado por la Mojiganga y los Chirocos, preceden el baile general
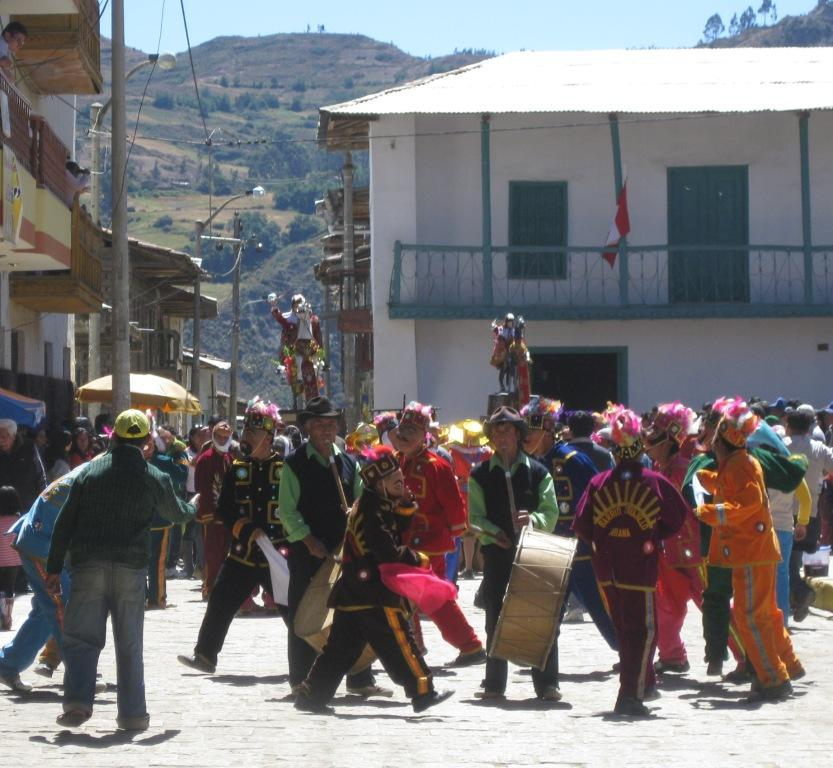
Estampa costumbrista: Los Blanquillos, amenizan la Fiesta del Apostól Santiago de Cabana